# Клубов Олександр Федорович
Олександр Федорович Клубов (нар. 18 січня 1918, с.Яруново — † 1 листопада 1944, Польща) — військовий льотчик. У роки німецько-радянської війни льотчик-винищувач сталінської армії, помічник командира з повітряно-стрілецької служби 16-го гвардійського винищувального авіаційного Сандомирського полку 9-ї винищувальної авіаційної дивізії 6-го гвардійського винищувального авіаційного корпусу 2-ї повітряної армії, капітан.
Двічі Герой Радянського Союзу (1944; 1945).

## Біографія
Народився 18 січня 1918 року в селі Яруново (нині Новленське сільське поселення, Вологодський район, Вологодська область) у вепській родині. 1934 закінчив неповну середню школу і приїхав до Ленінграда, де вступив до фабрично-заводського училища (ФЗУ) заводу «Більшовик». Після закінчення ФЗУ працював настроювачем верстатів. У 1937 році був прийнятий в Ленінградський аероклуб.
З січня 1939 року — в Червоній Армії. Закінчив Чугуївську військову школу пілотів в 1940 році з присвоєнням звання «лейтенант». Служив у ВПС Закавказького військового округу у складі 10-го винищувального авіаполку, в жовтні 1941 року переведений до 84-й винищувального авіаполку.
У боях німецько-радянської війни Клубов з 10 серпня 1942 року. Воював у складі 84-го винищувального авіаційного полку 216-ї винищувальної авіаційної дивізії 4-ї повітряної армії Закавказького фронту. Патрулював небо Кубані і передгір'я Північного Кавказу. Першу повітряну перемогу здобув у бою 15 вересня 1942. Воював на біплані І-153 «Чайка» і на І-16, виконав 160 бойових вильотів, в 25 повітряних боях збив особисто 1 і в групі 1 ворожі літаки. У повітряній сутичці 2 листопада 1942 під Моздоком його літак був підбитий. До останнього намагаючись зберегти машину, Клубов боровся з полум'ям яке охопило його «Чайку», отримав опіки обличчя та рук, та врешті-решт, був змушений скористатися парашутом.
Після нетривалого лікування в шпиталі, повернувся до ладу.
З 25 лютого по 24 квітня 1943 воював у складі Північно-Кавказького фронту на винищувачі І-15. У цей період виконав 82 бойових вильоти, в 26 повітряних боях збив особисто 2 літаки.
У травні 1943 року лейтенант Клубов О. Ф. був переведений до 16-й гвардійського винищувального авіаційного полку. У складі 1-ї ескадрильї цього полку він опанував новий для себе винищувач Р-39 «Аерокобра» (постачався по ленд-лізу з США), виконуючи навчальні польоти під керівництвом О. І. Покришкіна.
Заступник командира ескадрильї гвардії старший лейтенант О. Ф. Клубов особливо відзначився в повітряній битві на Кубані і в боях над Таманським півостровом і Керченською протокою. До серпня 1943 року в складі цього полку він виконав 15 бойових вильотів і в 5 боях збив особисто 1 літак ворога. З 1 серпня 1943 року в складі полку воював на Південному фронті, учасник звільнення Донбасу та битви за Дніпро. Вже до 4 вересня 1943 виконав 53 бойових вильоти, в 14 повітряних боях збив 9 літаків ворога.
Указом Президії Верховної Ради СРСР від 13 квітня 1944 року за мужність і відвагу, проявлені в боях з німецькими військами, гвардії старшому лейтенантові Клубову Олександру Федоровичу присвоєно звання Героя Радянського Союзу з врученням ордена Леніна і медалі «Золота Зірка» (№ 1320).

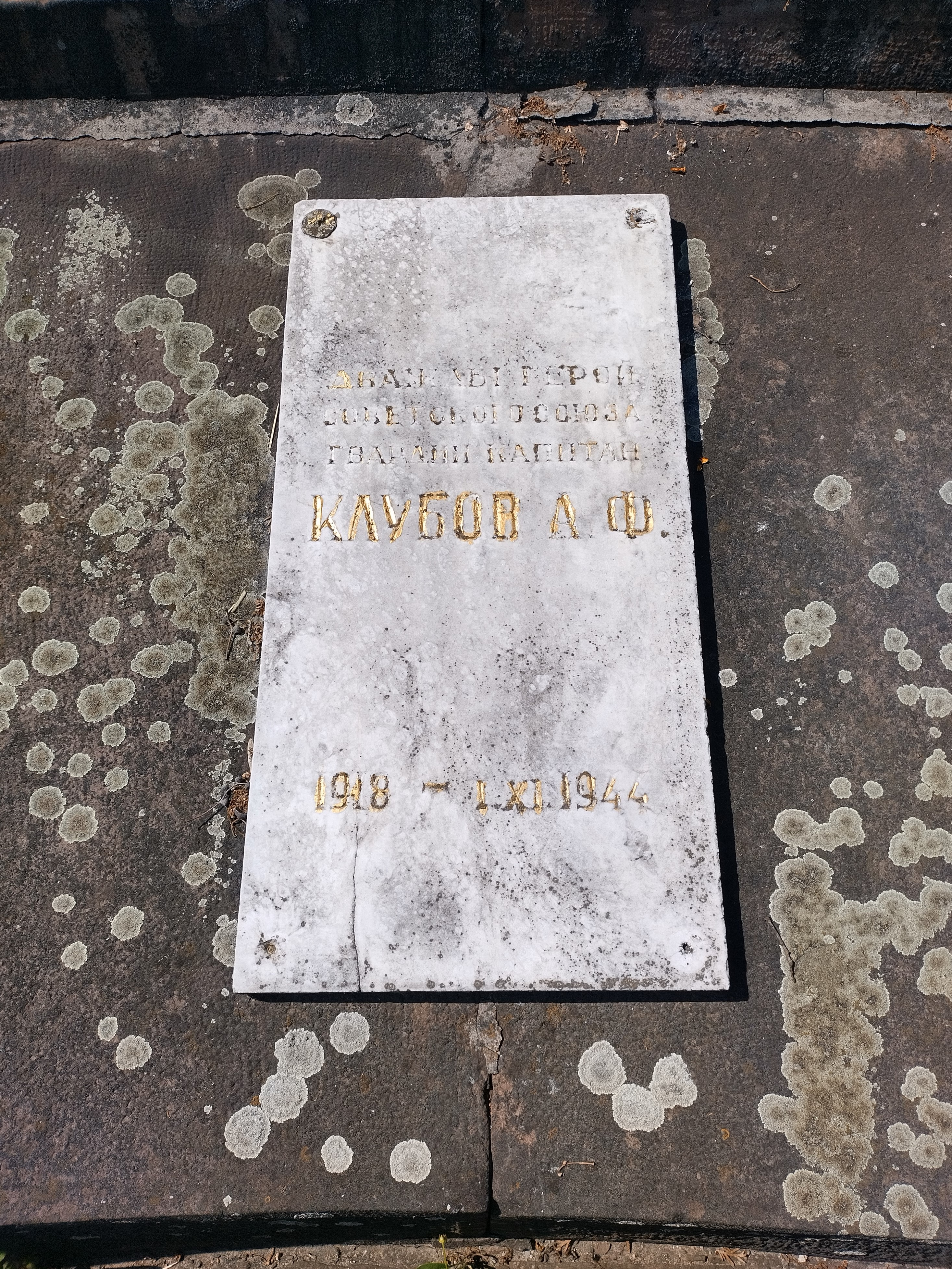
Надгробок Олександру Клубову на Пагорбі Слави у Львові

З 4 вересня по 20 жовтня 1943 Клубов виконав 35 бойових вильоти, в 4 боях збив 3 літаки ворога особисто. З жовтня 1943 полк воював у складі 4-го Українського фронту, виконуючи завдання з прикриття радянських військ на сиваських плацдармах в Криму і з блокування повітряного сполучення ворога між Кримом і Румунією. До лютого 1944 року виконав там 63 бойових вильоти, в 5 боях збив 2 літаки ворога.
Після короткого відпочинку з лютого по травень 1944 полк знову повернувся на фронт, тепер уже на 2-й Український фронт, тоді ж Клубов був призначений командиром 3-й ескадрильї полку. У цей період брав участь у напружених повітряних боях над Молдавською РСР і східними районами Румунії.
З липня 1944 року — на 1-му Українському фронті. Учасник Львівсько-Сандомирської операції і битви за Сандомирський плацдарм, в 19 бойових вильотах і в 4 боях збив особисто 3 літаки ворога.
Життя відважного льотчика трагічно обірвалося 1 листопада 1944 на польському аеродромі «Стальова Воля». У цей день під час виконання тренувального польоту на новому винищувачі «Ла-7» літак після приземлення викотився за межі злітно-посадкової смуги і перекинувся. Капітан гвардії Клубов О. Ф. отримав важкі травми і помер через півтори години після катастрофи.
Указом Президії Верховної Ради СРСР від 27 червня 1945 гвардії капітан Клубов Олександр Федорович посмертно нагороджений другою медаллю «Золота Зірка».
Був похований у місті Львові (тоді Українська РСР) на Пагорбі Слави. 21 червня 2001 прах двічі Героя Радянського Союзу О. Ф. Клубова перевезений до Росії і урочисто перепоховано на Введенському меморіальному військовому кладовищі міста Вологди.

## Пам'ять
Бронзовий бюст двічі Героя Радянського Союзу О. Ф. Клубова встановлено в селі Новленське Вологодського району Вологодської області. Пам'ятник встановлений у Вологді біля будівлі машинобудівного заводу. Його ім'ям названа вулиця у місті, а також його ім'я вибито на гранітній стелі у парку Миру у Вологді.